# 伊斯蘭教研究
伊斯蘭教研究（英語：Islamic studies），對於伊斯蘭教知識進行研究，所有學科的總稱。對穆斯林來說，它包括了對伊斯蘭教思想傳統的全面性研究，如伊斯蘭神學（kalam）、伊斯蘭教法學（fiqh），以及現代西方的研究領域，如伊斯蘭科學與伊斯蘭經濟學。對非穆斯林來說，它也包括了伊斯蘭教歷史、伊斯兰文化與伊斯蘭哲學等。